# Oranais
Oranais is een culturele regio in de Maghreb, gelegen in het noordwesten van Algerije.

## Geografie
Het komt ongeveer overeen met de volgende wilaya's:
- Oran
- Mostaganem
- Mascara
- Sidi-bel-Abbès
- Relizane
- Aïn Témouchent
- Tlemcen

De hoofdstad van de regio is de stad Oran.